# جاكوب بيريز
جاكوب بيريز (بالإنجليزية: Jacob Anthony Perez)‏ هو مغني أمريكي، ولد في 21 أبريل 1996 في داوني في الولايات المتحدة.

## روابط خارجية
- جاكوب بيريز على موقع IMDb (الإنجليزية)
- جاكوب بيريز على موقع ميوزك برينز (الإنجليزية)
- جاكوب بيريز على موقع ميوزك برينز (الإنجليزية)
- جاكوب بيريز على موقع قاعدة بيانات الفيلم (الإنجليزية)